# Emin Boztepe
Emin Boztepe (Eskişehir, 1962. július 17. –) török harcművész. 1976 óta foglalkozik harcművészetekkel. Sok stílust tanult, ezáltal komoly harcművészeti múlttal rendelkezik.
Az Emin Boztepe Martial Arts Society (EBMAS) alapítója, a Wing Tsun, Wing Tzun és Escrima harcművészetek elismert szakértője.

## Emin személye
Emin Boztepe tizennégy évesen kezdett harcművészetekkel foglalkozni, elsősorban önvédelmi céllal. Németországban élő török származású fiatalemberként hamar hasznát vehette a megszerzett tudásának – később ez a tudás a szenvedélyévé vált.
Keith Kernspecht nagymester előadásában látott először Wing Tsun bemutatót, s mivel erősen vonzotta a hatásos harcművészetek gyakorlati oldala, hamarosan a németországi Leung Ting Wing Tsun szervezet egyik legsikeresebb tanítványává majd oktatójává vált.

### Emin harcművészeti tanulmányai
- Taekwondo
- Shotokan karate
- Thai boksz
- Török Freestyle Birkózás
- Ökölvívás
- Leung Ting Wing Tsun
- PMAS Escrima Latosa

### Emin hírneve
Emin Boztepe maga tizenhét éven keresztül volt a Wing Tsun világszervezet egyik vezető oktatója, szemináriumait tanulók ezrei keresték fel Európa-szerte, az Amerikai Egyesült Államokban és Kanadában. Ő az egyetlen instruktor, akinek Keith Kernspecht (10., mesterfokozatú instruktor) engedélyezte, hogy az erősen hierarchikus Wing Tsun világszervezetben az egész világon taníthasson. Főinstruktorként tanított az American Wing Tsun Organization-ban (AWTO) és a Scandinavian Wing Tsun Organization-ban (SWTO – Finnország, Svédország, Norvégia), megosztva idejét a két kontinens között.
A húszas évei elején egy szemináriumon váratlanul, hátulról lerohanta William Cheung nagymestert. Cheung mestert akkoriban a világ legtapasztaltabb és legjobb Ving Csun-mestereként tartották nyilván, tudása Bruce Lee számára is példaképet jelentett.[forrás?] A fiatal, kezdő kungfus megrázó fölénnyel győzte le a sokat tapasztalt kungfu-nagymestert, s bár a támadást sokan etikátlannak minősítették, az kellőképpen előrelendítette Emin hírnevét.
Emin – sokak szerint – többször kihívta nyílt versenyre a K1-ben híressé vált Gracie-család tagjait, de ők mindannyiszor, különböző okokra hivatkozva, visszautasították a felkérést.[forrás?]

## Wing Tzun
2001-ben Emin kilépett a Leung Ting Wing Tsun szervezetből, és létrehozta saját szervezetét, az Emin Boztepe Martial Arts System iskoláját (EBMAS). A távozás oka a szervezeten belüli hatalmi harcok elfajulása volt. Akkoriban már köztudott volt, hogy a nemzetközi Wing Tsun szervezet – több millió dolláros üzleti vállalkozásként – az erőteljes érdekellentétek melegágyává vált. Emin hírneve veszélyeztette a magasabb fokozatú vezetők anyagi gyarapodását, hiszen a tanítványoknak egyre nagyobb többsége szeretett volna az „éles helyzetben is helytálló” instruktor követőjévé és tanítványává válni. Kernspecht ezért szerette volna őt Európán kívülre helyezni, hogy a szervezet Nyugat-európai régiójának irányítását biztonsággal megtarthassa.
Emin – mivel így el kellett volna hagynia a tanítványai többségét – ekkor úgy döntött, hogy saját iskolát alapít, s annak keretein belül oktatja tovább a Leung Ting-féle Wing Tsun kungfut. Az EBMAS (Emin Boztepe Martial Arts System) Németországból indult, s napjainkra már az egész világon jelen van, iskolák tucatjaival és tanítványok ezreivel. Annak érdekében, hogy az iskoláját hivatalosan megkülönböztesse Leung Ting iskolájától, a harcművészet írásmódját Wing Tzun-ra változtatta. Több rendőrségi és katonasági szervezetet tanított az utóbbi években, beleértve a Hostage Rescue Teamet az FBI-tól és a 4. Recon Batallion-t, a haditengerészettől.
Emin elismeri, hogy a Leung Ting-féle Wing Tsun az egyik leggyakorlatiasabb és leghatékonyabb harcművészeti rendszer a világon, ezért ez az út, amelyet a saját alapítású iskolájában továbbra is elsődleges fontosságúnak tart. Egyben úgy gondolja, hogy a realisztikus edzés, a gyakorlati küzdelmek jelentik a legfontosabb tényezőt a hatásos önvédelmi technikák kifejlesztésében. Míg a Leung Ting-szervezetben nem engedélyezik a küzdelmi próbákat, az EBMAS-ban fontosnak tartják a módszerek gyakorlati tesztelését és kipróbálását, a küzdelmi helyzetek gyakorlását. Habár Emin más edzésmódszereket is fontosnak tart, mint például a zsákolást vagy az aerobic-típusú gyakorlatokat, mégis úgy érzi, hogy semmi sem helyettesítheti a szabad harcot és a „Chi Sao” gyakorlását egy élő emberrel. Emin azt tanácsolja, hogy az edzésnek rendszeresnek kell lennie egy komoly harcművész számára. „Lehet, hogy a legjobb technikákat ismered és a legjobb instruktorod van, de ha nem gyakorolsz rendszeresen és reálisan, ezzel semmire sem fogsz menni.” Emin minden nap napi négy órányi edzést tart a tanítványainak.
- Megjegyzés: a Wing Tzun gyakorlatai és jellemzői megegyeznek a Wing Chun ismeretőjében olvasható leírásokkal.

### Az oktatás három szakasza
1. Formák – A formák olyan, az önvédelem céljából egységbe rendezett alapvető mozdulatsorokat jelentenek, amelyek hozzájárulnak az általános ellazuláshoz, a meditációhoz, és az egészség megőrzéséhez is.
2. Chi Sao (tapadó kezek) – A Wing Tzun (értsd: a Ving Csun-ból származó iskolák) az egyetlen olyan harcművészet, amelyben benne foglaltatnak ezek a tapintásérzeten alapuló, bőrreflexre épülő, egyedülálló gyakorlatok. A Chi Sao védekezési reflexei az ellenfél támadásának hatására önkéntelenül és késedelem nélkül lépnek működésbe, ezért azok mindig pontos megoldást nyújtanak az adott helyzetre. A Chi Sao reflexei jóval gyorsabbak a vizuális ingerekre reagáló szemreflexeknél, azt is lehetővé téve ezzel, hogy a harcos vakon (akár a szemeit bekötve) védekezhessen. A Chi Sao az a ragasztóanyag, amely több különálló mozdulatot rendez olyan összefüggő kombinációkba, amelyek az adott helyzet igényeihez igazodnak. A Chi Sao nélkül a Wing Tzun csak elkülönült technikai elemek és halott mozgásmintázatok halmaza lenne. Ezért a Chi Sao a Wing Tzun lelke!
3. Lat Sao (gyakorlóharc) – A Wing Tzun célja a harci képességek kifejlesztése. A Lat Sao („szabad stílusú harc”) során a gyakorló megtanul félelem nélkül szembenézni az egy-az-egyben küzdelemmel, és megtanulja ellenőrizni a felkészültségét anélkül, hogy tartania kellene attól, hogy az edzőpartnere megsérülhet. Ez a Lat Saot a Wing Tzun egyik legfontosabb és legelőremutatóbb részévé teszi.

## Escrima
Eskrima (Escrima), Arnis, Kali. Mindhárom ugyanazt a harci művészetet fémjelzi. A Fülöp-szigeteki Eskrima fegyveres (főleg bot, másodsorban kard, kés, pusztakéz) és fegyverek elleni önvédelemre, harcra tanít. Legismertebb elnevezései a fenti Eskrima, Arnis, vagy Kali, de van néhány kevésbé használatos neve is: Estokada, Kaliradman, Didya, Kabaroan, Siniwalli. Az Eskrima a spanyol esgrima szóból ered, ami vívást, az Arnis pedig a szintén spanyol arnés szóból származik ami fegyverzetet, védekező fegyvereket jelent.
Ezt a rendszert a világon az egyik leghatékonyabbnak tartott és meglehetősen látványos bottechnikáiról ismerik. Technikái nem erőre, hanem ügyességre, gyorsaságra és robbanékonyságra, magasfokú technikai tudásra épülnek. A támadó és védő mozdulatok szinte sosem állnak önmagukban. A késsel, bottal, kézzel végzett akciók folyamatosak, szinte csak a küzdelem végén fejeződnek be. Kiválóan használhatók fegyveres támadó elleni önvédelemben is.
A hangsúly az Eskrimában a fegyverek használatán van. Ezt azzal indokolják, hogy az önvédelem hatásosabb, ha fegyverrel, eszközzel végezzük, mint puszta kézzel és lábbal. Az általános koncepció szerint a tanulók a fegyverek használatának a tanulását kezdik el először, és csak ezt követően sajátítják el a pusztakezes technikákat. Az Eskrima elsősorban és szinte kizárólagosan harci művészet, ami évszázadok óta őrzi jellemzőit, temperamentumát, koncepcióját. Praktikus technikáin, amelyek mindig is a túlélést szolgálták, bizonyára valamennyit változtattak az újabb idők, de a lényeg változatlan maradt.
Bár az Escrima gyakorlatai eltérnek a Ving Csun alapelvein alapuló technikáktól, a bot- és fegyverhasználat révén hatékonyan kiegészítik azokat.
A Latosa Escrima – amely az EBMAS harcművészetének egyik pillére – két évtized fejlesztésen és tesztelésen ment át mielőtt Rene Latosa a nevét adta volna hozzá.
Forrás 

## Emin filozófiája
- A gyakorló minden ütközetben legyen agresszív, miközben kerülje el a konfliktust, amikor csak lehetséges.
- Az elkerülhetetlen küzdelemben vágjon azonnal a közepébe, fejezze be gyorsan, használjon olyan kevés energiát, amit a lehetőségek engednek.
- A legegyszerűbb, a legkönnyebb, és a leghatásosabb út a legjobb út.

Emin, a Leung Ting-szervezetben átélt tapasztalatai kapcsán fontosnak tartja, hogy a vagyoni gyarapodás vágya nem áshatja alá a harcművészet átadásának a hitelességét.

### Honlapok
- Az EBMAS hivatalos honlapja Archiválva 2009. március 31-i dátummal a Wayback Machine-ben
- Az EBMAS hivatalos magyarországi honlapja
- Az EBMAS budapesti iskoláinak honlapja